# Abram Markowitsch Efros

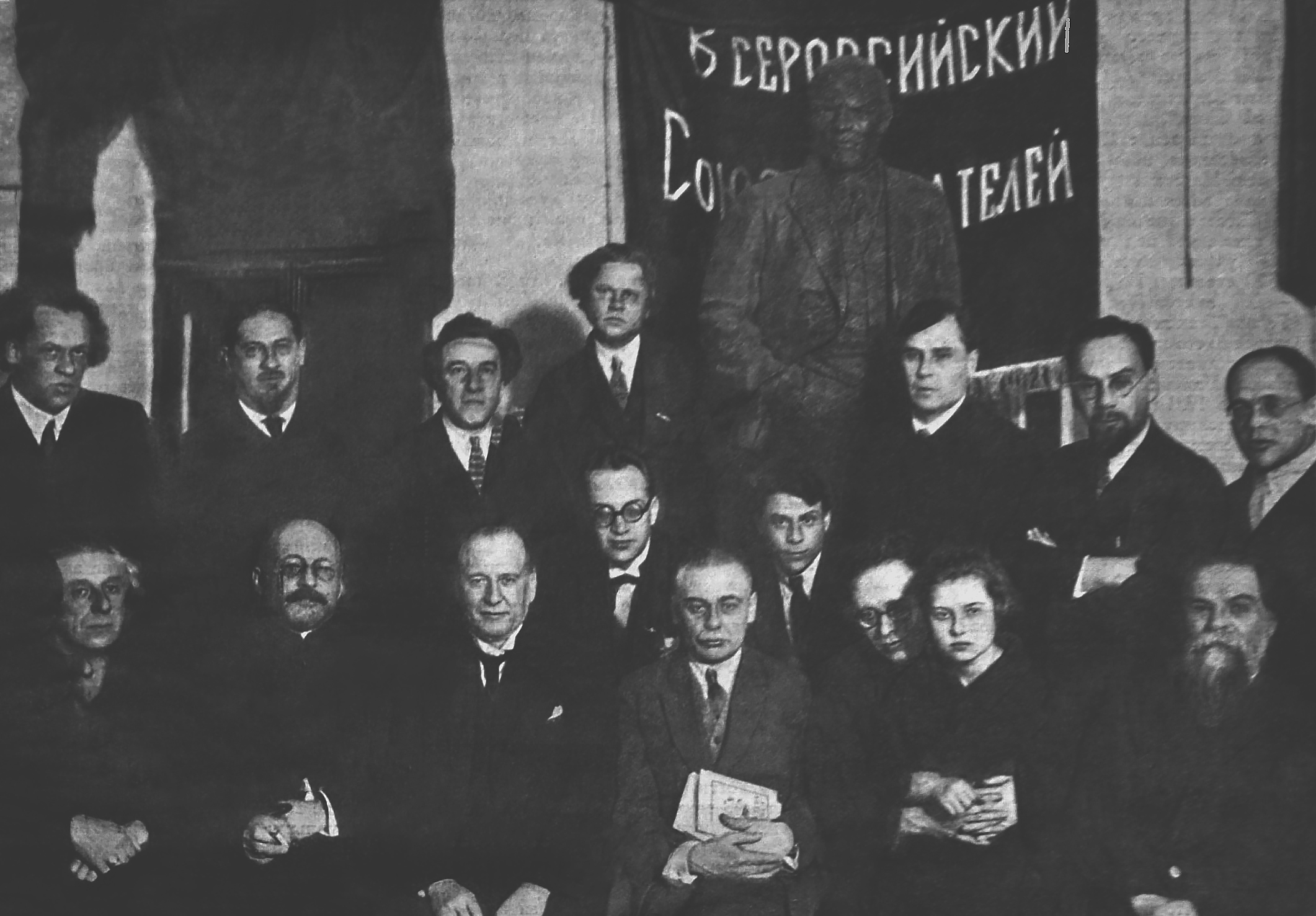
Abram Efros (hintere Reihe, 2. von rechts)

Abram Markowitsch Efros (russisch Абрам Маркович Эфрос; * 3. Mai 1888 in Moskau; † 19. November 1954 ebenda) war ein russischer Kunstkritiker, Dichter und Übersetzer.

## Leben
Von 1907 bis 1911 studierte Efros Jura; Studienreisen führten ihn nach Österreich, Deutschland, Italien, Griechenland, in die Schweiz und die Türkei. Nach der Oktoberrevolution 1917 widmete er sich ganz der Kunstkritik und wurde Mitarbeiter der Moskauer Tretjakow-Galerie. Er organisierte die Ausstellung zur 10-Jahr-Feier der Revolution und bereitete 1927 in Paris die Ausstellung der neuesten französischen Kunst zur Präsentation in Moskau vor. 1950 wurde er Professor am Staatlichen Institut der Theatralischen Künste in Taschkent.
Efros war Mitglied der literarischen Kommission des Schwarzbuchs über den Holocaust und die Verbrechen der Wehrmacht in der Sowjetunion.